# Agrostis peninsularis
Agrostis peninsularis är en gräsart som beskrevs av Joseph Dalton Hooker. Agrostis peninsularis ingår i släktet ven, och familjen gräs. Inga underarter finns listade i Catalogue of Life.